# Wynn

Wynn maiuscola (sinistra), wynn minuscola (destra)

Wynn Ƿ ƿ (anche denominata wen o ƿen) è una lettera dell'antico alfabeto inglese. Era usata per rappresentare il suono /w/.

## Storia
Mentre i primi testi in antico inglese rappresentano questo fonema con il digrafo <uu>, gli amanuensi presero in prestito la runa wynn (ᚹ) per questo scopo. Rimase una lettera standard per tutta l'era anglosassone, cadendo in disuso (probabilmente a causa dell'influenza dell'ortografia francese) durante il periodo del medio inglese, all'incirca 1300 (Freeborn 1992:25). Fu sostituita ancora una volta con <uu>, da cui si sviluppò la moderna <w>.

La *wunjô in fuþark antico

È una delle due rune (con la þ) portate nell'alfabeto inglese (o altre estensioni dell'alfabeto latino). Una versione modificata della lettera ƿynn chiamata vend è stata brevemente usata nell'antico norvegese per il suono /u/, /v/ e /w/.
Come nel caso della þ, ƿynn è ritornata attualmente in uso per le stampe dei testi in antico inglese, ma fino all'inizio del XX secolo era invece pratica usuale sostituirla con la <w> moderna per via della sua somiglianza con la P.

### Ƿynn nella codifica Unicode e nelle entity HTML
| Lettera maiuscola latina wynn | Ƿ | U+01F7 e &#503; o &#x1f7;   |  |
| Lettera minuscola latina wynn | ƿ | U+01BF e &#447; o &#x1bf;   |  |
| Lettera runica wynn           | ᚹ | U+16B9 e &#5817; o &#x16b9; |  |